# Кривко, Пётр Андреевич
Пётр Андреевич Кривко (1887—1949) — советский военачальник, генерал-майор Советской Армии (1943).

## Биография

Могила Кривко на Введенском кладбище Москвы.

Пётр Андреевич Кривко родился 21 июня 1887 года на станции Борковичи (ныне — Полоцкий район Витебской области Белоруссии).
В 1915 году Кривко был призван на службу в царскую армию. Участвовал в Первой мировой войне, окончил Псковскую школу прапорщиков, дослужился до чина подпоручика. В мае 1919 года Кривко пошёл на службу в Рабоче-Крестьянскую Красную Армию. Участвовал в боях Гражданской войны, подавлении крестьянского восстания в Тамбовской губернии. В ноябре 1922 года Кривко был уволен в запас. В 1930—1937 годах он вновь служил в Красной Армии, был помощником военрука Московского строительного института, начальником сектора, помощником начальника Управления Противовоздушной обороны Московского военного округа. В 1933 году Кривко окончил вечернее отделение Военной академии имени М. В. Фрунзе.
В марте 1939 года Кривко в третий раз был призван в армию. Служил старшим преподавателем курсов усовершенствования командного состава Местной противовоздушной обороны, старшим преподавателем, заместителем начальника кафедры войск Противовоздушной обороны Военной академии имени М. В. Фрунзе. Незадолго до начала Великой Отечественной войны Кривко получил назначение на должность старшего преподавателя службы штабов Высшей военной школы ПВО РККА.
С апреля 1942 года Кривко командовал Череповецко-Вологодским дивизионным районом ПВО, с сентября 1943 года — Харьковским дивизионным (затем корпусным) районом ПВО. В апреле 1944 года этот район был преобразован в 6-й корпус ПВО, Кривко стал его командиром. Участвовал в освобождении Югославии, Румынии, Венгрии и Австрии.
После окончания войны Кривко продолжил службу в Советской Армии. С апреля 1946 года он служил заместителем начальника штаба последовательно Центрального, Северо-Западного и Московского военных округов. Скончался 28 июня 1949 года, похоронен на Введенском кладбище (25 уч.).
Был награждён орденами Красного Знамени, Кутузова 2-й степени, Отечественной войны 1-й степени и двумя орденами Красной Звезды, а также рядом медалей.